# Saičó
Saičó (japonsky: 最澄; 767 – 26. června 822), s posmrtně přiděleným jménem Dengjó Daiši (伝教大師), byl japonský buddhistický mnich a zakladatel japonské buddhistické školy Tendai.
Saičó cestoval do Číny, kde se seznámil s učením tamější školy tchien-tchai vycházející z Lotosové sútry. Saičó na tomto učení založil v Japonsku nové buddhistické hnutí, které se zde rozšířilo pod názvem Tendai.